# قسطنطين هيرل
قسطنطين هيرل (24 فبراير 1875 – 23 سبتمبر 1955) شخصية رئيسية في إدارة ألمانيا النازية. وكان رئيس خدمات عمال الرايخ وزميلاً لأدولف هتلر قبل أن يتولى السلطة الوطنية.

## حياة
ولد في بارسبرج بالقرب نيوماركت في ولاية بافاريا منطقة بالاتينات العليا، وحضر المدرسة الثانوية (الجيمنازيوم) في بورغهاوزن وريغنسبورغ. في عام 1893 التحق بالجيش البافاري كطالب.  حصل على رتبة ملازم أول عام 1895 وتخرج من الأكاديمية العسكرية في عام 1902. تمت ترقيته إلى كابتن (هاوبمان) في عام 1909. شغل منصب قائد سرية في المشاة البافارية. في الحرب العالمية الأولى، خدم هيرل كعضو في هيئة الأركان العامة لسلاح الاحتياط البافاري الملكي، وهو جزء من الجيش الألماني السادس الذي قاتل على الجبهة الغربية، حيث حصل على رتبة مقدم.
عند هزيمة ألمانيا وثورة نوفمبر من عام 1918، أصبح هيرل زعيم وحدة فريكوربس شبه العسكرية. لعب هيرل دورًا في تنظيم القوات شبه العسكرية رايشزوهر الأسود في السنوات الأولى من جمهورية فايمار. وفي عام 1925، انضم إلى حزب اليمين المتطرف Tannenbergbund، الذي غادره بعد ذلك بعامين.  

## الحزب النازي
في عام 1929 انضم إلى الحزب النازي وأصبح رئيسًا لقسم التنظيم الثاني في نفس العام.  في الانتخابات الفيدرالية عام 1930، أصبح عضواً في البرلمان الرايخستاغ. في 5 يونيو 1931، قبل عامين من صعود الحزب النازي إلى السلطة الوطنية، أصبح هيرل رئيسًا لـ FAD (Freiwilliger Arbeitsdienst)، وهي منظمة عمالية تطوعية برعاية الدولة قدمت خدمات لمشاريع الإنشاءات المدنية والزراعية. كان هناك العديد من هذه المنظمات في أوروبا في ذلك الوقت، والتي تأسست لتوفير فرص العمل التي تشتد الحاجة إليها خلال فترة الكساد الكبير.

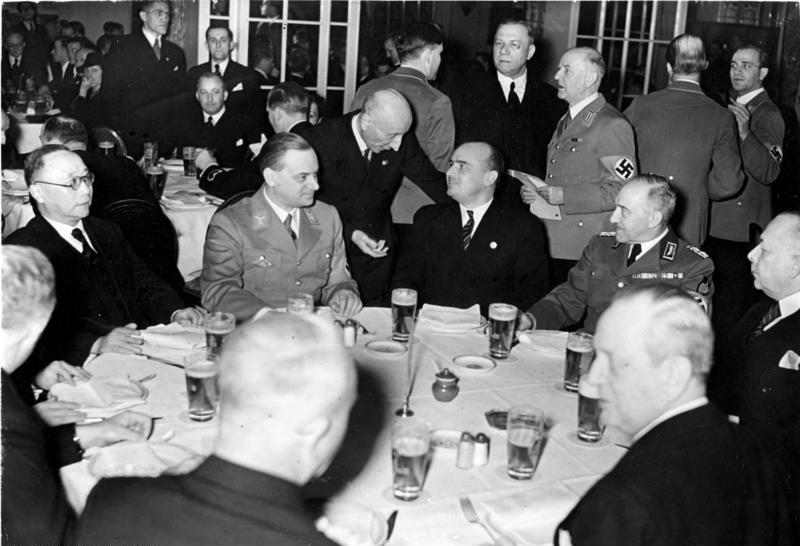
هيرل، على اليمين، مع ألفريد روزنبرغ وهانس فرانك في حفل استقبال دبلوماسي، برلين، فبراير 1939

كان هيرل بالفعل عضوًا رفيع المستوى في الحزب النازي عندما تولى الحزب السلطة في يناير 1933. وظل هو رئيس المنظمة العمالية - التي تسمى الآن Nationalsozialistischer Arbeitsdienst، أو NSAD. عينه أدولف هتلر وزيراً للدولة في وزارة العمل في الرايخ تحت قيادة فرانز سيلدت، من أجل بناء منظمة خدمة عمالية قوية.  انتقل هيرل في عام 1934 إلى وزارة الداخلية في الرايخ تحت قيادة فيلهلم فريك برتبة الرايخسوميسار. في 11 تموز عام 1934، وسميت خدمات عمال الرايخ واصبح هيرل رئيسا لها حتى نهاية الحرب العالمية الثانية. قسمت دائرة العمل في الرايخ إلى قسمين رئيسيين، أحدهما للرجال (Reichsarbeitsdienst Männer - RAD / M) والآخر للنساء (Reichsarbeitdienst der weiblichen Jugend - RAD / wJ). يتكون RAD من 40 جاو (Arbeitsgau).  في عام 1936، حصل على شارة الحزب الذهبية. تم تعيين هيرل وزيراً بدون حقيبة في عام 1943. 

زعيم خدمات عمال الرايخ

خلال الحرب العالمية الثانية، انخرط مئات من وحدات RAD في تزويد قوات الجبهة بالطعام والذخيرة وإصلاح الطرق التالفة وبناء وإصلاح مهابط الطائرات. قامت وحدات RAD ببناء تحصينات ساحلية (عمل العديد من رجال RAD على الجدار الأطلسي)، وزرعوا حقول الألغام، والتحصينات المأهولة، وحتى ساعدوا في حراسة المواقع الحيوية ومخيمات أسرى الحرب. لم يقتصر دور دائرة عمل الرايخ على مهام الدعم القتالي. تلقت مئات من وحدات RAD تدريبات كوحدات مضادة للطائرات وتم نشرها كبطاريات فلاك. 
في 24 فبراير 1945، حصل على الوسام الألماني، وهو أعلى وسام يمكن أن يمنحه الحزب النازي للفرد.  بعد الحرب، حوكم وأدين «بارتكاب جرائم كبرى».  حُكم على هيرل بخمس سنوات في معسكر الاعتقال. بعد إطلاق سراحه مبكرا، عاش في هايدلبرغ حتى وفاته في 23 سبتمبر 1955. 

## روابط خارجية
- قسطنطين هيرل على موقع مونزينجر (الألمانية)